# Tillandsia 'Dawn'
Tillandsia 'Dawn' es un  cultivar híbrido del género Tillandsia perteneciente a la familia  Bromeliaceae.
Es un híbrido creado con las especies Tillandsia schiedeana 'Large' × Tillandsia ionantha.